# Silao, Guanajuato
Silao là một đô thị thuộc bang Guanajuato, México. Năm 2005, dân số của đô thị này là 147123 người.